# Cantó de Lo Boscat
El cantó de Lo Boscat és un cantó francès del departament de la Gironda, situat al districte de Bordeus. Té 2 municipis i el cap és Lo Boscat.

## Municipis
- Lo Boscat
- Bruge

## Història
| Data d'elecció                           | Identitat         | Partit           | Qualitat |
| ---------------------------------------- | ----------------- | ---------------- | -------- |
| 1974-1982                                | André Treuillé    | PS               |          |
| 1982-1988                                | Gérard Vibert     | UDF-PR           |          |
| 1988-1993                                | Joëlle Dusseau    | PS               |          |
| 1993-                                    | Dominique Vincent | RPR, després UMP |          |
| les dades anteriors no són pas conegudes |                   |                  |          |
|                                          |                   |                  |          |

## Demografia
| 1962   | 1968   | 1975   | 1982   | 1990   | 1999   | 2006   |
| ------ | ------ | ------ | ------ | ------ | ------ | ------ |
| 26.753 | 29.162 | 28.763 | 28.592 | 30.291 | 33.065 | 36.366 |